# 泛性戀

泛性戀驕傲旗幟

泛性戀、泛性向（法語： | 英語：）是一種無論對象的生理性別或性別認同為何，皆可能對其產生身體吸引或愛慕情緒的性傾向。泛性戀可能會表示自己是性別盲，認為生理性別與社會性別不是自己對他人產生戀愛感情或性吸引力的決定因素。
泛性戀可能會自稱為泛性戀或將自己作為雙性戀的一個分支。因為泛性戀者在人際關係上不嚴格區分男性或女性而採取更開放的態度，而且泛性戀不認同性別二元論，因此相較於雙性戀，泛性戀被認為是涵括範圍更廣的詞彙。在LGBT社群裡、特別是雙性戀社群裡經常會有將雙性戀與泛性戀互相比較的討論。

## 辭源
在英文裡，前綴 pan- 源自於古希臘語「πᾶν」，指「全部、所有」。泛性戀與泛性戀論在1917年首次被證實，並將之稱為「性本能在人類的主要活動、心靈與身體中扮演主要組成部分」。並被西格蒙德·佛洛伊德在早期的心理學理論中所譴責。

## 與其它性傾向的比較
如同字面上的意思，雙性戀的「雙」是指「二」，通常指對兩種生理性別（雄性與雌性）或兩種社會性別（男性與女性）感到性吸引力或愛慕情緒的性傾向。然而泛性戀的「泛」有「廣泛」之意，是指對任何生理性別或社會性別的人皆會感到性吸引力或愛慕情緒。就這樣的定義而言，泛性戀也包括了在男女、雌雄以外的各種性別，不僅和雙性戀完全不同，也超脫於性別二元論之外。
問答網站「去問問愛麗絲！」表示泛性戀可以被順性別、跨性別、雙性人和雙性性格的人吸引，而「泛性戀」這個術語涵括的範圍也大於「雙性戀」。然而，名創出版的《性與社會》（Sex and Society）第二冊中寫道「儘管該術語的字面意思可以解釋為可以被一切吸引，不過通常不會包含性慾倒錯，例如動物戀、戀童癖或戀屍癖，而是只包含兩廂情願的成人性行為。」

## 定義
泛性戀的定義會促使人們認為這是唯一一種包括了「不完全屬於雄性或男性、或雌性與女性的性身分的個體」的性傾向。然而自我認同為雙性戀的人及學者可能會反對雙性戀只意味著對兩個性別感到性吸引力的觀念，並認為雙性戀不是只受到兩種生理性別、也包括受社會性別所吸引，因此雙性戀可以包括受兩個以上的性別所吸引。社會性別比生理性別的狀態更為複雜，因為心理性別包括遺傳、激素、環境和社會影響。此外，雙性戀一詞有時會被定義為對多種社會性別皆會產生性吸引或愛慕情緒。例如美國麻州波士頓的雙性戀資源中心將雙性戀定義為一個總括「承認並重視自己對一個以上的社會性別感到性與情感的吸引力的人」的術語。美國雙性戀學會則指出「雙性戀」包括了許多與他人有同性關係或異性關係的人，是一個開放與包容的術語。並表示「科學分類上的雙性戀只涉及對象的身體，即生理性別，而不是社會性別的性別表現。」依據美國國家跨性別者平權中心的研究，25%的美國跨性別者認為自己是雙性戀。
學者Shiri Eisner表示，諸如泛性戀、全性戀、多性戀、酷兒等詞彙都被用來取代雙性戀，因為「雙性戀」已經被聲稱是一個在性別二元論規範下的、帶有壓迫性的詞彙。而且「一場巨大的辯論正持續進行並發展著，其中一方是自我認同為雙性戀的跨性別者和性別酷兒，另一方是非雙的跨性別者和性別酷兒」。Eisner認為「性別二元論的指控與雙性戀實際上的屬性或雙性戀者在真實生活上行為是有出入的」而且「這個指控是一項政治手段，目地在分化運動裡的雙性戀者和跨性別者，因為那些人認為雙性戀忽視或抹消了跨性別者與性別酷兒的可見性」。美國雙性戀學會認為「泛性戀、多性戀、全性戀和雌雄同體（ambisexual）等術語也會用來描述一個同時有同性戀和異性戀傾向的人，因此具有那些標籤的人也是雙性戀」以及「儘管前綴「雙」（兩個）、「泛」（廣泛）、「多」（多個）、「全」（全部）、「ambi」（因為多於一個而可能導致曖昧的）有所不同，但採用這些標籤的人都試圖想清楚地表達一個事實：「對象的社會性別不會影響自己的性傾向」，不過「這並不代表自我認同是雙性戀的人是重視對象的社會性別的」。該學會認為，如果一個人認定為雙性戀，那麼它是對虛假性別二元性的強化，其根源於反科學，反啟蒙哲學。具有諷刺意味的這一觀點在英語世界各大學的酷兒研究部門被認同。雖然我們社會的語言和術語確實不一定反映了人類性別多樣性的全部範圍，但這並不是選擇認定是雙性戀者的錯誤。
拉丁語前綴bi-確實表示兩個或兩個，但雙性戀這個詞中的 both 僅僅是同性戀和異性戀。相反，該學會認為，異性戀和同性戀是由性別的界限來定義的。鑑於這些基本事實，任何批評雙性戀作為強化性別二元的批評都是錯誤的。隨著時間的推移，我們社會的人性觀念和性別可能會發生變化。術語「泛性」有時可與「雙性戀」互換使用，同樣，識別為雙性戀的人可能認為性別，生理性別和性取向不應成為潛在的焦點。在一項研究中，性取向被描述為雙性戀或雙重自我標籤的替代術語，所有雙性戀和雙性戀者確定的受訪者中有一半也選擇了其他自我標籤例如queer，pansexual，pansensual，polyfiplitous，ambisexual，polysexual或其他自定義身份，例如"byke"或"biphilic"。多變性在定義上類似於泛性，意思是「包含一種以上的性行為，但不一定包含所有性行為。」這與多元之愛（Polyamory）不同，這意味著在所有相關人員的知情和同意下，同時存在多個親密關係。美國雙性戀研究所表示，“流動性”這一術語表達了一個人的同性戀和異性戀吸引力的平衡存在於變化和隨時間變化的事實。